# Lyon–Torino nagysebességű vasútvonal
A Lyon–Torino nagysebességű vasútvonal a francia Réseau Ferré de France (RFF) és az olasz Rete Ferroviaria Italiana (RFI) vasúti infrastruktúrát üzemeltető vállalatok közös vállalkozása, mely a jövőbeli Lyont Torinóval összekötő kétvágányú, 25 kV 50 Hz-cel villamosított nagysebességű vasútvonal megépítésével foglalkozik. A tervezett vonal legjelentősebb műtárgya az 52–57 km hosszúságú Mont d’Ambin-bázisalagút lenne a Mont d'Ambin alatt, Saint-Jean-de-Maurienne és Bruzolo között.
Az a terv, hogy Olaszország, és Franciaország között új vasútvonalat építenek, az infrastruktúra miniszter Antonio Di Pietro szerint bizonytalanná vált a kormány bukása következtében. A miniszter szerint áldozatául eshet annak a felelőtlen politikának, mely végül Prodi miniszterelnök lemondásához vezetett. A projekt közmű státuszban van Franciaországban, és az EU 670 millió euró biztosítását vállalta, mivel a vonal része a transzeurópai vasúthálózatnak. Kutatóalagutakat már fúrtak, és az építkezést 2011-ben szerették volna megindítani, hogy a vonal 2020-ban megnyílhasson.
A mélyépítési munkálatok 2002-ben kezdődtek a megközelítési pontok építésével és a geológiai felderítőalagút építéssel.
A 2016 és 2019 között a Saint-Martin-de-la-Porte-tól Olaszország felé vezető 9 km hosszú alagutat felderítő munkaként mutatták be, de azt az alagút déli csövének tengelye mentén, annak végleges átmérőjén ásták ki, és az alagút végleges hosszának első 8%-át teszi ki.
A vasútvonalon egyaránt fognak teher- és személyszállító vonatok is közlekedni. 2020-ban csak a bázisalagút építésén dolgoztak, a csatlakozó vasútvonalakon még nem. Jelenlegi tervek alapján a vonal 2030 előtt nem fog elkészülni.

## Az építés előtti tanulmányok
A próbafúrások során a francia portál közelében találtak néhány töredezett és nyírt széntartalmú palát, amely nem alkalmas egy alagútfúró gép számára, ezért a megfelelő 5 km-es szakaszon régimódi fúrás és robbantást alkalmaztak.

## Az építkezés előrehaladása
A mélyépítési munkálatok 2002-ben kezdődtek a megközelítési pontok kiépítésével és a geológiai felderítő alagútépítéssel. Magának az alagútnak az építését akkoriban 2014-2015-re tervezték, de a projektet csak 2015-ben hagyták jóvá 25 milliárd eurós költséggel, amelyből 8 milliárd euró az alapalagútra vonatkozik. 2017. január 26-án a francia szenátus szavazásával zárult a két ország parlamentje által a vonatkozó nemzetközi szerződés ratifikálása.
2016-tól kezdődően, tehát még a szerződés ratifikálása előtt, Saint-Martin-de-la-Porte-tól Olaszország felé, az alagút déli csövének tengelye mentén, annak végső átmérőjénél egy 9 km hosszúságú felderítő alagutat építettek. 2016 végén ez a felderítő alagút egy geológiailag nehéz, vízzel átitatott, töredezett, kőszéntartalmú széntartalmú kőzettestből álló zónába ütközött, és több hónapon keresztül csak nagyon lassan haladt rajta keresztül. Az alagútépítés 2017 tavaszán 30 tonna erősítőgyanta befecskendezése után áthaladt ezen a zónán, és névleges sebességgel folytatódott. Ez a tárna 2019 szeptemberében készült el, időben és a költségvetésen belül,  és az alagút első 9 kilométerét fogja alkotni.
Az alagútépítés nagy részére vonatkozó szerződéskötést ezután késleltették a Torino-Lyon projekt érdemeit érintő mély nézeteltérések az olasz kormánykoalíción belül az Öt Csillag Mozgalom és a Lega pártok között, és 2019 márciusában Giuseppe Conte olasz miniszterelnök hivatalosan kérte a TELT-et, hogy állítsa le a további építési munkákra vonatkozó tenderek kiírását. Néhány hónappal később, és éppen mielőtt a további késedelmek veszélyeztették volna a projekt uniós finanszírozását, az olasz kormány végül beleegyezett a francia és az olasz oldalon a fő alagútépítési munkákra vonatkozó pályázati felhívások közzétételébe. 2020 júniusáig 2,8 milliárd euró értékű építési szerződést írtak alá, és 2021 júliusában további 3 milliárd euró értékű szerződést tulajdonítottak a francia oldalon található alagút 80%-ának kiásására, amelyet 2021 szeptemberében írtak alá. Folyamatban van a fúrás és robbantás a francia portálhoz közeli, törött és nyírt széntartalmú palás sziklák 5 km-es szakaszán, amely alagútfúró gép számára kevéssé alkalmas. 2021-től az alapalagút várható befejezési időpontja 2032.

## Fordítás
- Ez a szócikk részben vagy egészben  a   Lyon Turin Ferroviaire című angol Wikipédia-szócikk ezen változatának fordításán alapul.  Az eredeti cikk szerkesztőit annak laptörténete sorolja fel. Ez a jelzés csupán a megfogalmazás eredetét és a szerzői jogokat jelzi, nem szolgál a cikkben szereplő információk forrásmegjelöléseként.